# ژان کولا
ژان کولا (انگلیسی: Jean Collas; ۳ ژوئیهٔ ۱۸۷۴ – ۳۰ دسامبر ۱۹۲۸) بازیکن راگبی ۱۵ نفره و ورزشکار طناب‌کشی اهل فرانسه بود.